# Le Béage
Le Béage é uma comuna francesa na região administrativa de Auvérnia-Ródano-Alpes, no departamento de Ardèche. Estende-se por uma área de 32,83 km². Em 2010 a comuna tinha 263 habitantes (densidade: 8 hab./km²).